# William Mackenzie (ophtalmologue)
Pour les articles homonymes, voir William Mackenzie (homonymie) et Mackenzie.
William Mackenzie, né le 29 avril 1791 à Glasgow où il est mort le 30 juillet 1868, est un ophtalmologue écossais.
Il est surtout connu pour son ouvrage pionnier de l’ophtalmologie : A practical treatise on the diseases of the eye  (en français : Traité pratique des maladies des yeux, ou Traité pratique des maladies de l’œil,,).